# Þórir Jökull Steinfinnsson
Þórir Jökull Steinfinnsson (en islandès antic, Þórir jǫkull Steinfinnsson) va ser rapsode islandès del segle xiii.

## Vida
Þórir va ser capturar després de la batalla de Örlygsstaðir, del 21 d'agost de 1238. Van executar-lo amb cinc altres guerrers, com conta la Íslendinga Saga, dins la Sturlunga Saga en la que apareixen també els noms d'aquells cinc. Al botxí de Þórir se li va permetre matar-lo per a venjar la mort del seu germà en la batalla de Bær del 28 d'abril de 1237.

## Poema
Þórir és conegut per haver recitat aquest poema abans de la seva execució. Està compost en metre rúnhent, un dels tipus de metre escàldic que presenten al·literació ensems amb rima final:
| - El text, escrit en ortografia islandesa medieval normalitzada: Upp skalt á kjǫl klífa, kǫld er sævardrífa; kostaðu hug þinn herða, hér skaltu lífit verða; skafl beygjattu skalli, þótt skúr á þik falli; ást hafðir þú meyja; eitt sinn skal hverr deyja. |  | - El text, escrit en ortografia islandesa moderna: Upp skaltu á kjöl klífa, köld er sjávardrífa. Kostaðu huginn að herða, hér muntu lífið verða. Skafl beygjat þú skalli, þó að skúr á þig falli. Ást hafðir þú meyja. Eitt sinn skal hver deyja.. |  | - Traducció Enfila't a la carena, El ruixim de les onades és fred. Intenta mantenir el coratge: és aquí on ara moriràs. No vulguis fer el ploricó, cap pelat, baldament el ruixat et caigui a sobre: Has tingut l'amor de noies joves i tots, un dia, hem de morir. |

| -La traducció danesa de l'Olaf Hansen fa: Bjærg dig op på båden. bittert sprøjter fråden; gör dig frejdig færdig, vis dit mod dig værdig. Er du end i knibe, ej skal, far! du pibe; kys har mø'r dig givet, hver skal af med livet. |  | - Traducció danesa d'en Finnur Jónsson: Du skal krybe op på kølen; koldt er søens skumsprøjt; stræb efter at göre dig modig; her skal du miste livet; træk ikke op til grå, skaldepande, selv om en byge overfalder dig; møers kærlighed nød du; engang skal enhver dø. |